# Comuna Alta
Alta este o comună din provincia Finnmark, Norvegia.
Picturile rupestre din Alta au fost înscrise în anul 1985 pe lista patrimoniului mondial UNESCO.